# ويليام هنري تشيبمان
ويليام هنري تشيبمان هو سياسي كندي، ولد في 3 نوفمبر 1807، وتوفي في 10 أبريل 1870 بسبب جدري. نشط حزبياً في الحزب الليبرالي الكندي. وقد انتخب عضو مجلس العموم الكندي.